# دانييلا ريس
دانييلا ريس (بالبرتغالية: Daniela Reis‏) هي دراجة برتغالية، ولدت في 6 أبريل 1993 في Sobral de Monte Agraço ‏ في البرتغال.

## وصلات خارجية
- دانييلا ريس على موقع الاتحاد الدولي للدراجات (الإنجليزية)
- دانييلا ريس على موقع أرشيف الدراجات (الإنجليزية)
- دانييلا ريس على موقع إحصائيات الدراجات الإحترافية (الإنجليزية)
- دانييلا ريس على موقع نسبة الدراجات (الإنجليزية)